# Mucuchíes
Mucuchíes est le chef-lieu de la municipalité de Rangel dans l'État de Mérida au Venezuela.